# Explosión de Cali
La Explosión de Cali fue un desastre ocurrido el 7 de agosto de 1956 a la 01:07 (UTC-5) en el centro de Cali, Colombia, provocado por la explosión repentina de seis camiones conducidos por civiles y miembros del ejército que llevaban 42 toneladas de dinamita, cargadas en 1053 cajas, provenientes de Buenaventura, que se iban a emplear en la construcción de carreteras en el departamento de Cundinamarca. En 1956, Cali contaba con 400 000 habitantes, de los cuales 4000 fallecieron a causa de la explosión, y otros 12 000 más quedaron heridos.

## Desarrollo de la tragedia

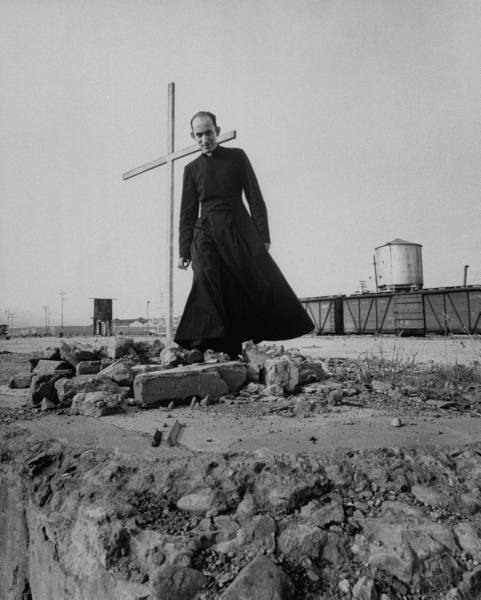
Padre Alfonso Hurtado Galvis, el día de la tragedia de Cali, en 1956

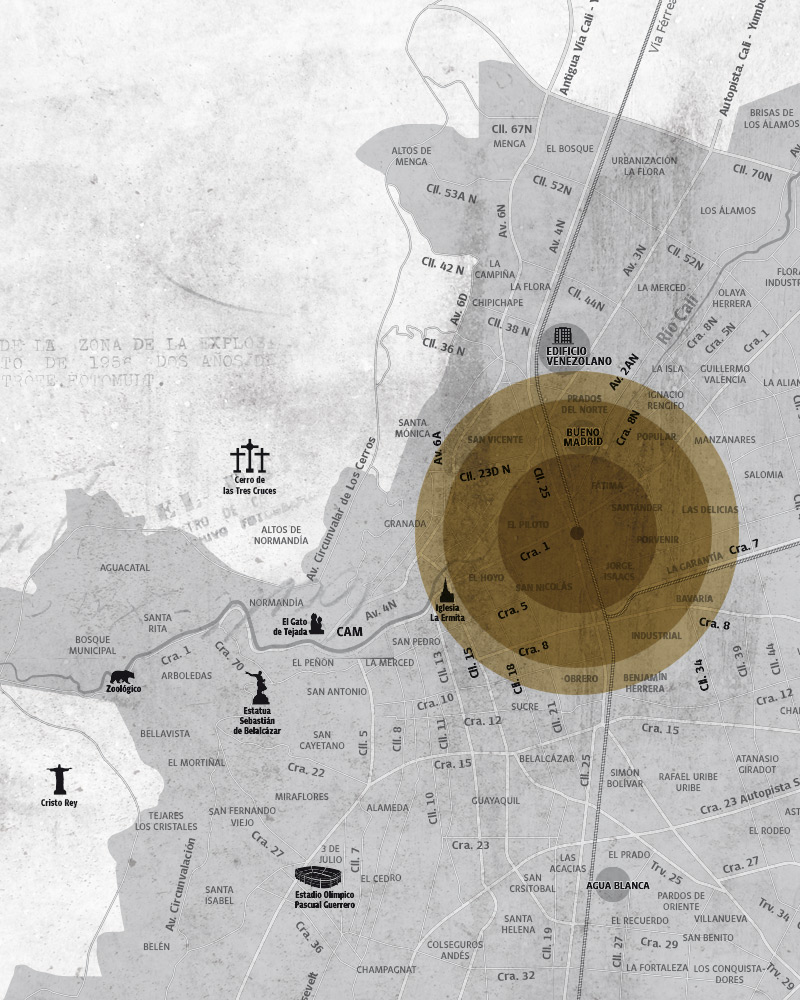
Rango de la Explosión del 7 de agosto de 1956 en Cali, Colombia

El hecho ocurrió en plenas horas de la madrugada, cuando toda la ciudad dormía, en la zona comprendida entre las carreras 1 a 8, entre calles 25 y 26, correspondientes al barrio San Nicolás, precisamente donde se encuentra la estación del Ferrocarril del Pacífico.
Los seis camiones provenían de Buenaventura y se aparcaron en la antigua estación del Ferrocarril del Pacífico (luego de haber sido movidos desde el Batallón Pichincha) destruyendo al explotar 41 manzanas y dejando un cráter de 50 metros de ancho por 25 metros de profundidad. La onda expansiva acabó con las edificaciones, casas y negocios existentes, con la Plaza de mercado Belmonte y con las vidas de aproximadamente 4000 personas, dejando heridas a 12000 más. Seis barrios (que a día de hoy existen) fueron afectados: San Nicolás, El Porvenir, El Hoyo, El Piloto, Fátima y Jorge Isaacs.
El estallido ocasionó un temblor de tierra de magnitud 4,3 en la escala de Richter, además del temblor, el estruendo alcanzó a percibirse en poblaciones como Buga, Palmira, Santander de Quilichao, Caloto y Jamundí.
Una de las hipótesis sobre el origen de la explosión es que fue causada por recalentamiento de los camiones y otra apunta a que a un soldado se le disparó su arma accidentalmente; pero la más aceptada es que un hombre que fumaba arrojó el cigarrillo encendido cerca de un camión, lo que ocasionó una reacción en cadena. Así mismo, la fuerza del estallido fue tal que muchas de las tumbas del cementerio central se abrieron.
Este incidente ocurrió durante el gobierno del entonces presidente Gustavo Rojas Pinilla, quien atribuyó el origen de la tragedia a la oposición, que había firmado recientemente el pacto de Benidorm (derivando así en la creación del Frente Nacional). Al estar polarizado el país en cuanto a los partidos tradicionales (liberal y conservador) la tragedia tomaría tintes políticos, especialmente porque se decía que Cali era una ciudad de marcada oposición al gobierno de turno, a lo que el presidente Rojas alegaba que era un "sabotaje político".

## Reacciones

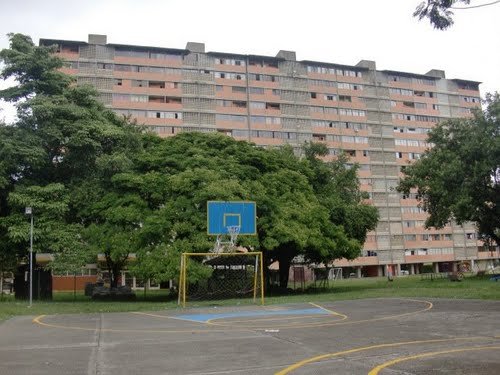
Edificio Unidad Residencial República de Venezuela, donado para ayudar a los damnificados del desastre en Cali.

Desde que inició la tragedia y en las primeras horas de la mañana, la intervención del capellán y sacerdote Alfonso Hurtado Galvis fue notable, ya que alcanzó a socorrer a cientos de víctimas del incidente. En palabras del sacerdote, "el hongo dejado por la explosión se parecía al formado por las bombas atómicas de Hiroshima y Nagasaki, pero más pequeño en proporción, se podían observar partes mutiladas de cuerpos humanos, entre ellos piernas, brazos, torsos. Pocos o ningún cuerpo se encontraban completos. El panorama era dantesco: muertos y heridos por doquier". El periódico local "El País" preparó ese día cuatro ediciones extraordinarias para informar de la tragedia ocurrida.
En el cementerio central fueron enterrados 3725 cráneos y partes de cuerpos, todos en una fosa común. Se erigió una cruz de hierro en las inmediaciones de las calles 25 y 26 para recordar el triste incidente.
Apenas se conoció la tragedia, entidades colombianas locales como la Cruz Roja, la organización Sendas (Secretaría de Acción Social y Protección Infantil, hoy ICBF, Instituto Colombiano de Bienestar Familiar), los grupos de scouts, las Hermanas de la Caridad y el clero emprendieron la ayuda. La Santa Sede, encabezada por el papa Pío XII, así como países como la Unión Soviética, Estados Unidos, Canadá, México, Venezuela, Japón, China y el continente europeo se solidarizaron con los ciudadanos caleños afectados.
Cabe destacar que la Unidad Residencial República de Venezuela (localizada en el norte de la ciudad) surge como donación a los damnificados por parte del gobierno Venezolano, siendo terminada en poco tiempo. El nombre formal del edificio es Bloque 8 del complejo residencial 23 de enero.
Así mismo, el gobierno de Canadá hizo donaciones de casas prefabricadas para albergar a los damnificados, ubicadas en las inmediaciones del barrio Aguablanca, de ahí que informalmente se le conocía como "pueblo de lata".
La tragedia permitió dinamizar la expansión de la ciudad hacia los barrios localizados al norte de la misma, como lo son La Flora, Santa Mónica y Versalles.

## En la cultura popular
- El incidente inspira el filme Carne de tu carne del director caleño Carlos Mayolo.[13][14]
- La novela V. de Thomas Pynchon, publicada en 1963, hace una breve referencia al desastre, entre otros eventos ocurridos a nivel mundial en 1956.
- El cantante  Ecuatoriano Lucho Bowen compuso una canción llamada Lamento Caleño que describe el día de la tragedia.
- En la novela Museo de lo inútil de Rodrigo Parra Sandoval la explosión forma parte fundamental del hilo narrativo.
- La Feria de Cali surgió como estrategia de reactivación de la ciudad posterior a la tragedia.